# 香港專營巴士
專營巴士（Franchised Buses），俗稱「專利巴士」，是指根據香港法例第230章《公共巴士服務條例》（Public Bus Services Ordinance，下稱「《條例》」）所提供的公共巴士服務，此條例旨在就批予專營權以在指明路線經營公共巴士服務，就該等服務的經營及維持的規管，以及就其附帶和相關事宜，訂定條文。
過往香港一直使用「專利巴士」一詞，但其實此詞並沒有《公共巴士服務條例》內出現。《條例》內的正寫為「公共巴士服務專營權」（Public Bus Service Franchises），並將擁有「公共巴士服務專營權」的法團定義為「專營公司」（Grantee），即外間俗稱的「專利巴士公司」。但現時政府已開始改用正名「專營巴士」。因為歷史因素，按公共巴士服務專營權營運的車輛一般仍以「專利巴士」稱呼，如政府豎立的交通指示牌上的「專利巴士例外」（Except Franchised Buses）。
由於香港是全球少數沒有任何公營公共巴士服務的城市之一，故此港英政府制定《條例》嚴格監管私營公共巴士服務及管制專營公司利潤，保障公眾利益；但《條例》同時保障專營公司免受競爭威脅，同時獲得燃油免稅優惠（但現時由於香港政府推行環保柴油稅項寬免，因此非專營巴士亦已經毋須繳付柴油稅）。

## 《條例》簡介
根據《條例》規定，除非根據《條例》或另一成文法則批予的專營權，否則不得在香港經營公共巴士服務，違例者即屬犯罪，一經定罪可處罰款100,000港元。但是《條例》亦容許部份公共巴士服務在香港經營，包括遊覽服務、國際乘客服務、酒店服務、學生服務、僱員服務、住客服務及複合交通服務等，上述服務一般被稱為「非專營巴士」，以跟此條目描述的「專營巴士」區別。運輸署署長亦有權批准「公共巴士服務專營權」以外的公共巴士服務，例如公共小型巴士。
根據《條例》第3節，專營權可授予巴士公司獨有權利，在任何指明路線經營服務。在符合《條例》的規定下，行政長官會同行政會議可向已根據《公司條例》註冊的公司批予權利，以在行政長官會同行政會議藉命令指明的路線經營公共巴士服務，指明的路線則列在路綫表令內。專營權可在公開投標後、或以行政長官會同行政會議認為適合的其他方式批予。在不損害《條例》任何其他條文的原則下，專營權可在專營公司的同意、或在「緊急情況」下，由行政長官會同行政會議予以修訂、延長或取消。

## 服務
《條例》訂明了專營公司在專營期內的任何時間，均須維持達致運輸署署長滿意的「適當而有效率的公共巴士服務」。《條例》亦對專營公司的服務、路線增修、車費（車費等級表及最高增加率）、巴士的載運量及種類、營運紀錄、車輛維修設施等等作出嚴格監管，專營公司需根據《條例》列明的條件提供服務。《條例》更為香港政府提供法定權力於「緊急情況」下接管專營公司。
政府通常會批出以十年為期的公共巴士服務專營權，除了1998年中巴喪失專營權外，至今未有其他巴士公司完全喪失專營權。不過自從1998年中巴的專營權轉到新巴時，碰上午夜交接以及開學日交接的尷尬及混亂情況後，政府再次批出專營權時都稍為調整了專營權的有效期，令專營權一旦需要交接時不會出現混亂。
香港專營巴士線擁有固定路線、收費、服務時間及班次。經營者受政府監管，並豁免繳納燃油稅，亦毋須在車身上貼上客運營業證。市區路線多以雙層巴士行走，成為香港的特色之一。乘客一般需於上車的時候先繳付車資，而所有專營巴士現時均接受八達通付款。部分路線例如海底隧道路線、迪士尼樂園路線等會由多於一間巴士公司聯合經營。
原則上，《條例》保障專營公司的公共巴士服務不受非法經營的公共巴士服務影響，但是現時部份專綫小巴路線和居民巴士路線，可能和專營巴士服務重疊。

### 港鐵巴士
八十年代建築輕鐵時，《九廣鐵路公司條例》規定，往來屯門區及元朗區的公共巴士服務需交由九廣鐵路公司營辦，九巴根據《公共巴士服務條例》第5(5)節獲得補償。某程度上九鐵當時取得了新界西北區內巴士服務的專利權，亦有人誤以為九鐵巴士屬專利巴士公司；但實際上一直屬非專營巴士業務，需領取客運營業證（A10，綠色），不過法例有一些特別條款，令港鐵巴士需遵守《公共巴士服務條例》部分條文，或可和專營巴士一樣豁免汽車首次登記稅，並享有較寬鬆的企位及載客量限制，亦可以在屯門輕鐵車廠入免稅油。

### 港鐵接駁巴士
九鐵開辦東鐵接駁巴士服務時，已經不是專營巴士服務，故需領取客運營業證（A13，紅色），即使後來改由九巴經營，成為九巴專營權下的專營巴士服務，惟此服務性質仍舊不變，詳情可留意 香港大典上的相关条目：東鐵綫沿綫的港鐵接駁巴士車頭擋風玻璃及其車尾張貼的資料。

## 非獨有經營權
非獨有經營權（Non-exclusive franchises），是指該專營權下的路線可由多於一間專營公司、甚至其他非專營巴士營辦商營辦。現時香港所有公共巴士服務專營權都屬於「非獨有經營權」性質。
歷史上，中巴及九巴都曾分別享有港島及九龍、新界的獨有經營權（Exclusive franchises），但九巴的獨有經營權並不包括大嶼山，故此九巴於1960年4月22日開辦的大嶼山1號線，便是藉著「非獨有經營權」而開辦；之後的大嶼山汽車有限公司、聯德巴士公司、昂平巴士公司及大澳公共汽車公司都是透過警務處申請「非獨有經營權」而提供大嶼山的公共交通服務。但由於存在惡性競爭，1974年4月1日起只有新大嶼山巴士有「非獨有經營權」，1979年4月1日正式改為「獨有經營權」，與中巴及九巴看齊。
另外，紅磡海底隧道通車，中巴及九巴的聯營過海路線，成為兩巴第一批以「非獨有經營權」營辦的專營路線。
中巴的專營權率先於1993年續期時被政府改為「非獨有經營權」，而新大嶼山巴士及九巴的專營權亦先後於1997年8月前全改為「非獨有經營權」，方便政府把公共巴士服務的市場開放予更多的營辦商。自此，巴士公司不再享有地區專利，亦因此其他巴士公司可以競投營辦各區的巴士路線，城巴在1993年競投奪得的26條港島區路線，以及新巴在2000年代先後開辦的將軍澳九龍專線及西九龍專線等，便是政府開放專營權以作競爭的例子。

## 現時專營公司列表

### 九龍巴士（1933）有限公司
1932年5月，殖民地政府重整香港公共交通服務，批出2項巴士服務專營權，其中九龍及新界巴士服務專營權由九巴獲得，一直至今。九巴現時營運超過450條路線，當中包括九龍、新界區路線、過海路線、馬場路線、通宵路線及各種特別路線。現時九巴的專營權將於2027年7月1日到期。

### 城巴有限公司
城巴擁有兩項專營權，分別是「市區及新界巴士網絡專營權（專營權三）」」（2033年7月1日到期）及「機場及北大嶼山巴士網絡專營權（專營權二）」（2033年5月1日到期），是目前唯一一家擁有多於一項公共巴士服務專營權的專營公司。兩項專營權有各自的巴士車隊，並可從行車證上分辨。而其到期日亦不同。
早期城巴只有非專營巴士業務，後來於1991年獲批其第一份專營權，經營路線12A，加上1993年投得原中巴的Network 26 新里程路線組，便出現了專利部，負責經營專利路線。
1997年，城巴成功投得北大嶼山及機場巴士的專營權（或稱「城巴專營權（二）」）。由於這批路線的專營權與原先的專營權完全獨立，故成立「專利二部」，負責營運北大嶼山及機場的巴士，而原先管理港島區及過海路線的部門便稱為「專利一部」。後來兩者和「非專利部」進行重組，成立「營運壹部」及「營運貳部」，前者管理城巴港島區的專營路線，而後者則管理新界、北大嶼山及機場的專營路線及非專營服務。值得留意的是，營運貳部並不等於「城巴專營權（二）」，新界路線仍然是市區專營權下的路線。
2017年，城巴成功投得往來港珠澳大橋香港口岸至欣澳站的專營巴士路線。

### 龍運巴士有限公司
龍運巴士由九龍巴士於1996年成立，用作競投當年運輸署招標的北大嶼山及赤鱲角新機場路線，並於同年十月獲批專營權，由1997年6月1日起生效。現時共有26條路線，而專營權將於2033年5月1日到期。

### 新大嶼山巴士（1973）有限公司
嶼巴於1973年由聯德、昂平及大澳巴士公司合併而成，並於1974年4月1日取得經營大嶼山巴士服務的專營權，成為香港第3間專營巴士公司，同年12月1日起正式編配路線號予旗下巴士路線。現時嶼巴共有21條路線，其專營權將於2027年3月1日到期。

## 外部連結
- 公共巴士服務條例全文[永久]
- HKiTalk：專利巴士政策、條例及巴士路線雜問
- 城巴、龍運及新巴獲發新巴士專營權 （页面存档备份，存于），政府新聞公報，2002-10-22

### 專營權全文
所有專營權全文均只有英文版本。
- 城巴 （页面存档备份，存于）
- 城巴（機場及北大嶼山路線）
- 嶼巴 （页面存档备份，存于）
- 龍運巴士
- 九巴 （页面存档备份，存于）
- 新巴